# واردا، سوتی یوریی و سلوونسکیخ
واردا، سوتی یوریی و سلوونسکیخ (اسلوونیایی: Varda, Sveti Jurij v Slovenskih Goricah) یک زیستگاه انسانی در اسلوونی است که در Lower Styria واقع شده‌است.

## خصوصیات
واردا ۰٫۸۱ کیلومترمربع مساحت و ۱۰۲ نفر جمعیت دارد و ۲۹۵٫۹ متر بالاتر از سطح دریا واقع شده‌است.